# Recopa de la UNAF
La Recopa de la UNAF, també coneguda com a Recopa de l'Àfrica del Nord de futbol, fou una competició futbolística organitzada per la Federació de futbol d'Àfrica del Nord, predecessora de la UNAF.
És la competició continuadora de la Copa d'Àfrica del Nord de futbol i la Recopa del Magrib de futbol. El 2011 El concurs va ser cancel·lat a causa de les revolucions de la Primavera Àrab. L'any 2015, la Unió de Federacions de Futbol del Nord d'Àfrica va decidir fusionar la competició amb la Copa de Campions del Nord d'Àfrica i va crear la Copa de Clubs de la UNAF.
Resum dels principals campionats d'Àfrica del Nord durant la història:
| Anys      | Competició                          | Països participants                                                     |
| --------- | ----------------------------------- | ----------------------------------------------------------------------- |
| 1912-1920 | Campionat d'Àfrica del Nord (USFSA) | Algèria, Marroc i Tunísia                                               |
| 1921-1956 | Campionat d'Àfrica del Nord (ULNA)  | Algèria, Marroc i Tunísia                                               |
| 1930-1956 | Copa d'Àfrica del Nord (ULNA)       | Algèria, Marroc i Tunísia                                               |
| 1970-1975 | Copa del Magrib de futbol           | Algèria, Marroc, Tunísia i Líbia                                        |
| 1970-1976 | Recopa del Magrib de futbol         | Algèria, Marroc, Tunísia i Líbia                                        |
| 2008-2010 | Copa de Campions de la UNAF         | Algèria, Marroc, Tunísia i Líbia (i Egipte a la 1a edició de la Recopa) |
| 2008-2010 | Recopa de la UNAF                   | Algèria, Marroc, Tunísia i Líbia (i Egipte a la 1a edició de la Recopa) |
| 2010      | Supercopa de la UNAF                | Algèria, Marroc, Tunísia i Líbia (i Egipte a la 1a edició de la Recopa) |
| 2015      | Copa de Clubs de la UNAF            | Algèria, Marroc, Tunísia, Líbia i Egipte                                |

## Historial
Font:
| Any  | Campió     | Resultat | Finalista          | Seu                                                                       |
| ---- | ---------- | -------- | ------------------ | ------------------------------------------------------------------------- |
| 2008 | ES Tunis   | 0-0 2-1  | JSM Béjaïa         | Estadi de la Unitat Magrebina, Béjaïa Estadi Olímpic El Menzah, Tunis     |
| 2009 | CS Sfaxien | 1-1 0-0  | Al-Ahly SC Bengasi | Estadi dels Màrtirs de Febrer, Bengasi Estadi Municipal Taïeb Mhiri, Sfax |
| 2010 | ES Sétif   | 3-1 3-2  | Al-Nasr Club       | Estadi dels Màrtirs de Febrer, Bengasi Estadi 8 de Maig de 1945, Sétif    |